# Grafo ponderado

Ejemplo de grafo ponderado (no dirigido).

En teoría de grafos, un grafo ponderado, valorado o con pesos es un grafo en el que las aristas tienen un valor o peso asociado.
En análisis de redes sociales y ciencia de redes, este tipo de grafos sirven para representar redes sociales o redes complejas con relaciones valoradas.

## Definición formal
Formalmente, un grafo ponderado se puede definir como un trío ordenado {\displaystyle G_{\pm }=(V,E,W)}, donde {\displaystyle V=\{v_{1},\ldots ,v_{n}\}} es su conjunto de vértices, {\displaystyle E=\{e_{1},\ldots ,e_{m}\}} es su conjunto de aristas, y {\displaystyle W=\{w_{1},\ldots ,w_{m}\}} es el conjunto de pesos asociados a cada arista. Asimismo, {\displaystyle W} se puede representar también como una función de asignación de pesos {\displaystyle w:E\to \mathbb {R} }, de modo que para cualquier arista {\displaystyle e\in E}, su peso es {\displaystyle w(e)\in \mathbb {R} }. Dado que cualquier conjunto finito de valores se puede asociar a un subconjunto de los números reales, las aristas también admiten solo números enteros, o bien valores no numéricos, tales como letras o colores. En redes sociales, es común restringirse a números naturales.
Por definición, los grafos signados son un caso particular de grafos ponderados, en que los valores válidos para cada arista se reducen a un valor booleano, 0 o 1, o bien -1 o +1. Asimismo, un grafo normal sin valores en las aristas también se puede considerar un caso particular de grafo ponderado, en que todas las aristas tienen un mismo valor 1.

## Análisis de redes ponderadas
Varias métricas para grafos o redes sin aristas valoradas pueden ser adaptadas para grafos ponderados. Por ejemplo, las medidas de centralidad clásicas como el grado, cercanía o intermediación, también pueden considerar los pesos de las aristas. Asimismo, el coeficiente de agrupamiento global y local también se puede aplicar considerando ternas de valores o fórmulas algebraicas. Las trayectorias basadas en la noción de camino también se pueden definir para aristas valoradas, estando bien definidos conceptos de valor y longitud de un camino, así como de accesibilidad entre vértices.
Una ventaja teórica de los grafos ponderados es que permiten derivar relaciones entre diferentes métricas de la red, también llamados conceptos de red, estadísticos o índices. Por ejemplo, simples relaciones entre métricas de la red pueden derivarse a partir de grupos de nodos (comunidades) en las redes ponderadas. Para las redes ponderadas de correlación, puede usarse la interpretación angular de las correlaciones para proporcionar una interpretación geométrica de los conceptos teóricos de la red, y derivar relaciones inesperadas entre ellas.

## Aplicaciones
En general, medir o registrar la importancia de los diferentes enlaces, permite crear grafos ponderados que capturan más información que los grafos sin pesos.

### Redes sociales y redes complejas
En redes del mundo real, no siempre todos los vínculos tienen la misma importancia o capacidad. En muchos casos, se les asocia a los vínculos un valor que los diferencia en términos de fuerza, intensidad o capacidad.
Acerca de las redes sociales, Mark Granovetter argumentó en 1973 que la importancia de las relaciones es función de su duración, intensidad emocional, intimidad e intercambio de servicios. En el análisis de redes sociales, el concepto de camino de nivel c se utiliza para estudiar subgrupos cohesivos para grafos ponderados.
Para otros tipos de redes complejas, con frecuencia los pesos refieren a la función que cumplen los vínculos. Ejemplos de esto son diferentes valores de flujos de carbono (mg / m² / día) entre especies en las redes alimentarias, la cantidad de sinapsis y las uniones de brechas en redes neuronales, o la cantidad de tráfico vehicular a lo largo de las conexiones en redes de transporte.
Las redes ponderadas también se usan ampliamente en aplicaciones genómicas y de sistemas biológicos. Por ejemplo, el análisis de redes ponderadas de coexpresión de genes (WGCNA, por sus siglas en inglés) se usa a menudo para construir una red entre diferentes genes o productos genéticos, basados en datos de expresión de genes como micromatrices. De manera más general, pueden definirse otras redes ponderadas de correlación a partir de determinar un umbral entre pares entre variables, como activación de distintas partes del cerebro o expresión de diferentes genes).

### Cadenas de Márkov

Ejemplo de una cadena de Márkov.

En teoría de la probabilidad, los grafos ponderados pueden restringirse a valores de probabilidades entre 0 y 1, esto es, funciones de pesos {\displaystyle w:E\to [0,1]}, para representar procesos estocásticos conocidos como cadenas de Márkov. En estos grafos, además, la suma de los pesos incidentes desde cada nodo suman 1. A las sociomatrices o matrices de adyacencia de dichos grafos se les conoce como matriz de transiciones o matrices estocásticas.

## Software para analizar redes ponderadas
Existe un gran número de paquetes de software que pueden usarse para analizar redes ponderadas. Entre estos se encuentran el software propietario UCINET y el paquete de código abierto tnet. El paquete de R, WGCNA, implementa funciones para construir y analizar redes ponderadas, particularmente redes de correlación. En general, la gran mayoría de herramientas para análisis de redes sociales permiten trabajar con grafos ponderados.